# Phyllodiaptomus wellekensae
Phyllodiaptomus wellekensae é uma espécie de crustáceo da família Diaptomidae.
É endémica da Índia.